# Philippe Liénard de Beaujeu
Philippe Liénard de Beaujeu, né le 4 avril 1650 et mort avant le 15 mars 1691, est un écuyer, chef du gobelet à la Maison du roi de France et guidon des chevaux légers de la garde du roi.
Il maria Catherine Gobert en 1682, « remueuse » des ducs de Bourgogne et d'Anjou, c'est-à-dire chargée de les bercer pour permettre leur endormissement. Leurs fils fut Louis Liénard de Beaujeu.

## Référence
1. ↑  Acte de tutelle du 15 mars 1691 au Châtelet de Paris.
2. ↑  Base de données en ligne du PRDH, Programme de recherche en démographie historique, (Université de Montréal)